# SNRC
Pour les articles homonymes, voir SNRC (homonymie).
Le Syndicat national de la restauration collective (SNRC), est une organisation patronale regroupant des sociétés de restauration collective. Il a été créé en 1963.

Il est adhérent du Medef et membre fondateur de la Fédération européenne de la restauration collective concédée (FERCO).

Il regroupe aujourd'hui 31 sociétés de restauration collective petites et grandes qui exercent leur activité dans le cadre d’une gestion concédée sur tout le territoire français. 

Le SNRC est régulièrement consulté par les pouvoirs publics. Il participe à de nombreux groupes de travail, notamment sur des sujets de qualité et de nutrition, comme le Programme national nutrition santé (PNNS) ou le Conseil national de l'alimentation (CNA).

## Objectifs
Le SNRC poursuit plusieurs objectifs :
- définir une politique générale de la profession en fixant des règles que tous ses membres s'engagent à appliquer dans les domaines nutritionnel, social…
- assurer la représentation de la profession et la défense de ses intérêts auprès des pouvoirs publics (lors de l'adoption ou de l'application d'un texte de loi par exemple) et des syndicats de salariés
- conseiller les adhérents dans les domaines juridiques, fiscaux et sociaux, les informer sur l'évolution de la réglementation et appuyer leurs démarches en cas de difficultés
- développer des relations suivies avec les professionnels du secteur agroalimentaire et de l'alimentation.

## Organisation
Les représentants des entreprises adhérentes se réunissent régulièrement au sein de commissions thématiques, elles-mêmes composées de groupes de travail, pour confronter leurs expériences, définir des positions communes et être force de propositions. 

Quatre commissions permanentes animent les travaux des adhérents, permettent de confronter leurs expériences, définir des positions communes et être force de propositions :
- Ressources humaines : convention collective, négociations salariales / grille de classification, formation, santé au travail… (Président : )
- Juridique et fiscale : gestion concédée, marchés publics, contrats types, TVA… (Président : )
- Communication et affaires publiques (Président : )
- Sûreté alimentaire : nutrition, hygiène, qualité, sûreté alimentaire, approvisionnements, lutte contre l’obésité… (Président : )

L’Assemblée générale du SNRC se réunit une fois par an pour prendre toutes les grandes décisions du syndicat. Elle regroupe toutes les sociétés adhérentes.
Le Conseil d’Administration se réunit deux fois par an. Il donne une place prépondérantes aux PME avec trois fonctions clés aux postes de vice-président, trésorier et secrétaire.

La durée du mandat des administrateurs est de 3 ans (le Conseil sera renouvelé en mars 2012).

## Contribution économique
L’activité de restauration collective en tant qu’activité de volume, génère des achats pour 8,8 milliards d’euros pour l’ensemble de la branche.  C’est un débouché majeur notamment pour l’activité de fruits et légumes qui représentent près de la moitié des achats de produits frais. Elle écoule également un tiers des achats en produits de la mer de l’ensemble de la restauration hors foyer.
Le secteur de la restauration collective concédée compte près de 80 000 salariés, dont 73 000 pour les seules sociétés adhérentes du SNRC (+6,5 % en 5 ans). Chaque année le secteur recrute 10 000 personnes. Ceci représente une création nette de 2 000 à 3 000 emplois dont plus de 90 % sont à durée indéterminée.

## Travaux

### Convention collective
Depuis sa création, le SNRC s’est associé à toutes les initiatives qui enrichissent la négociation collective par la négociation et le dialogue social. Ainsi, dès juin 1983, le SNRC signe la première convention collective du secteur de la restauration. Depuis lors, plus de 60 accords et avenants sont venus enrichir cette convention collective : ils couvrent un vaste éventail de sujets : salaires, formation, égalité professionnelle, travail de nuit, santé au travail, prévoyance.

Les deux derniers avenants ont été signés fin 2011 et portent sur les classifications des emplois et salaires, d’une part, et la grille de minima conventionnels, d’autre part. Après l’aboutissement de ces négociations, la pénibilité au travail est le grand chantier du dialogue social de la Branche.

Le SNRC et trois Fédérations syndicales (FO, CFE-CGC, ET CFTC) ont abouti au terme de quatre années de travaux et de négociation à un accord sur un nouvel avenant à la convention collective du Personnel des entreprises de restauration de collectivités, avenant N°47 relatif aux classifications et aux salaires.

### Charte d’engagements nutritionnels du SNRC
La Charte d'engagements nutritionnels du SNRC a été signée en 2010. Elle vise à définir un standard de qualité ambitieux qui améliore l'offre des repas proposés par les adhérents du syndicat. Cette démarche montre de façon concrète l’attachement des adhérents du SNRC à être des partenaires de qualité des pouvoirs publics dans l’amélioration de la santé à travers la nutrition. Les axes de progrès nutritionnels pris par les adhérents dans cette charte visent à intervenir :
- sur la composition nutritionnelle des produits ;
- sur la consommation des produits ;
- dans des domaines connexes : information, éducation nutritionnelle, intégration d’expertises nutritionnelles dans l’élaboration de l’offre (conseils de diététiciens-nutritionnistes).

Les membres du syndicat se sont engagés à progresser sur six axes prioritaires :
- valoriser les fruits et légumes ;
- diminuer le sucre dans les produits laitiers ;
- diminuer le sel ;
- sélectionner les matières grasses ;
- informer sur la nutrition ;
- former les équipes de restauration à la nutrition.

Des audits sont conduits régulièrement pour mesurer les progrès accomplis. Et des opérations sont organisées pour sensibiliser les différentes parties prenantes à la composition nutritionnelle des produits, aux habitudes de consommation ou encore aux efforts réalisés par les professionnels pour adapter leur organisation aux impératifs de santé publique.

### Indicateurs de qualité de service
Dans le cadre d’un contrat de délégation d’un service public, le Code général des collectivités territoriales fait obligation au délégataire de produire des indicateurs de qualité de service. Le SNRC a élaboré un tronc commun de 13 indicateurs représentatifs de la qualité de service en restauration collective, avec la volonté de proposer les indicateurs les plus pertinents, utiles, solides et vérifiables, tout en optimisant le coût de production des données elles-mêmes. Ils s’organisent autour de 3 fonctions fondamentales du service de restauration :
- la conception des menus et la qualité des denrées servies : la conformité de l’équilibre alimentaire des menus, la conformité des grammages, le goût des repas servis, la température des repas servis ;
- l’environnement et le temps de prise du repas : la sécurité dans le restaurant, le confort de la salle de restaurant, la qualité du temps de repas, la qualité de l’accueil et du service ;
- la relation avec le convive et sa famille : les supports de communication avec le convive et sa famille, l’efficacité des possibilités de paiement, les litiges de paiement, la fréquence des Commissions restauration, l’efficacité des Commissions restauration au regard des questions des convives.

### Juridique et fiscal
La commission juridique et fiscale du SNRC assure la représentation et le cas échéant la défense des intérêts de la profession devant ou au sein de toutes les instances publiques ou professionnelles qui sont susceptibles d’intervenir sur les cadres technique, réglementaire, légal, dans lesquels s’exerce le métier de restaurateur collectif. La commission juridique et fiscale est ainsi active en matière de :
- fiscalité, eu égard au caractère spécifique du régime de TVA et à l’actualité qui s’attache à cet impôt dans le domaine de la restauration ;
- définition et évolution du cadre général d’intervention des sociétés de restauration collective (contrat type, règles de fonctionnement de la restauration collective…) ;
- gestion concédée de service public en matière de restauration collective ;
- concurrence public/privé et atteintes qui peuvent être portées à la profession dans ce domaine.